# Măgureni (Prahova)

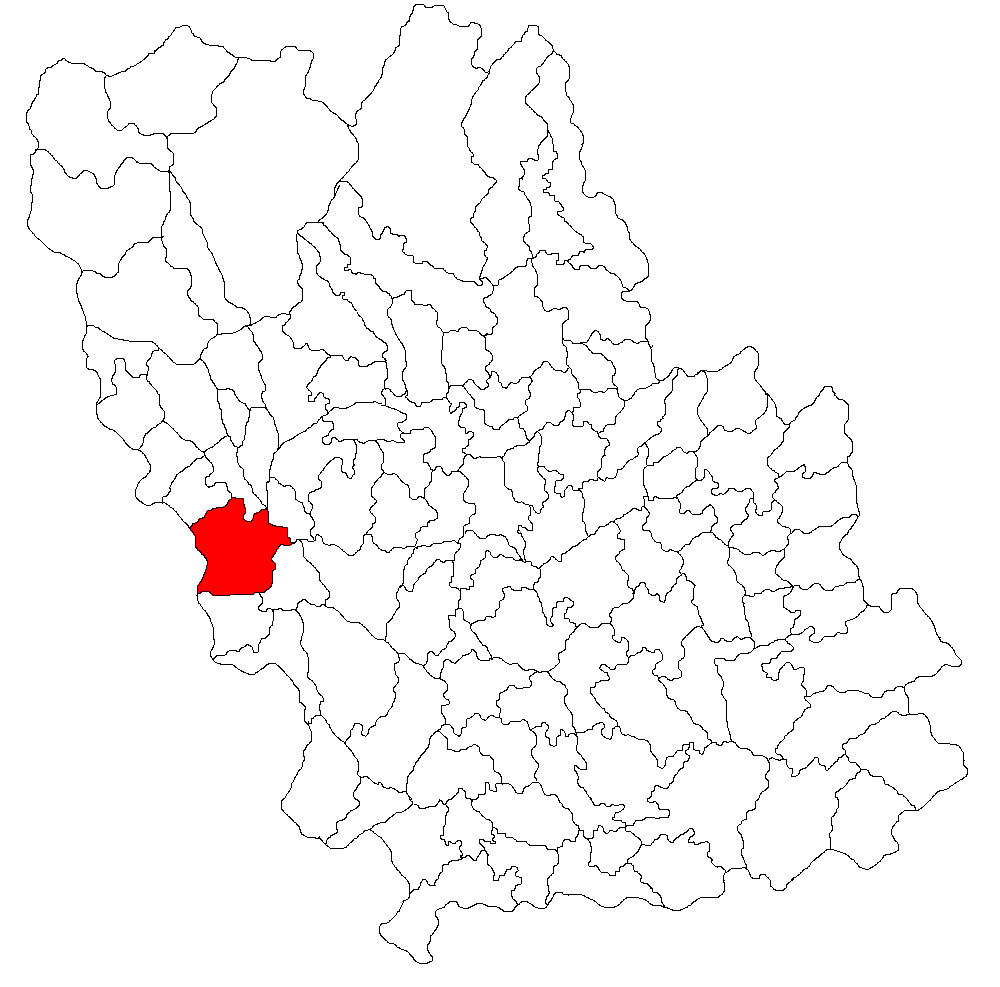
Lage der Gemeinde Măgureni im Kreis Prahova

Măgureni ist eine Gemeinde im Kreis Prahova in der Region Walachei in Rumänien. Zu der Gemeinde Măgureni gehören die Dörfer Cocorăștii Caplii und Lunca Prahovei.

## Geografische Lage
Măgureni liegt im Westen des Kreises Prahova, an der Grenze zum Kreis Dâmbovița, 29 Kilometer entfernt von der Kreishauptstadt Ploiești und 12 Kilometer von Câmpina, der zweitgrößten Stadt des Kreises Prahova. Măgureni befindet sich an der Kreisstraße (Drum Județean) DJ145.

## Nachbarorte
| Provița de Jos | Câmpina                                     | Bănești  |
| Iedera         | Kompassrose, die auf Nachbargemeinden zeigt | Cap Roșu |
| Moreni         | Filipeștii de Pădure                        | Florești |

## Wirtschaft
Die Wirtschaft des Dorfes in der Großen Walachei basiert hauptsächlich auf der Landwirtschaft. Im Dorf gibt es einen Hersteller von Pflastersteinen namens Paverom Construct. Außerdem gibt es in Măgureni eine Strumpffabrik die Strümpfe und Socken herstellt.